# (7395) 1985 RP1
1985 أر بي 1 (ويعرف أيضًا باسم (7395) 1985 أر بي 1 وفق تسمية الكوكب الصغير) (بالإنجليزية: 1985 RP1)‏ هو كويكب ضمن حزام الكويكبات؛ وترتيبه 7395 من حيث الاكتشاف.
اكتُشف هذا الجُرم الفلكي بواسطة Zdeňka Vávrová ‏ في 10 سبتمبر 1985.

## وصلات خارجية
- (7395) 1985 RP1 في قاعدة بيانات مختبر الدفع النفاث لأجرام النظام الشمسي الصغيرة

- الاكتشاف · مخطط المدار ·  العناصر المدارية · المعلمات المادية

- (7395) 1985 RP1 على موقع ويكي سكاي: DSS2, SDSS, GALEX, IRAS, Hydrogen α, X-Ray, Astrophoto, Sky Map, Articles and images